# ندکان شهداد
ندکان شهداد(ندکان بالا)، روستایی در دهستان پیرسهراب بخش پیرسهراب شهرستان چابهار در استان سیستان و بلوچستان ایران است.

## جمعیت
بر پایه سرشماری سال 1403جمعیت این روستا برابر با 190نفر (35 خانوار) بوده‌است.